# Desafinado
Singles de João Gilberto
Chega de Saudade/Bim Bom (1958) A Felicidade/O Nosso Amor (1959)
Desafinado (littéralement : « désaccordé ») est une chanson composée en 1958 par les musiciens brésiliens Antônio Carlos Jobim (dit Tom Jobim) et Newton Mendonça. La chanson est proposée à plusieurs chanteurs mais c'est João Gilberto qui l'adoptera. Il l'enregistrera le 10 novembre 1958 aux studios Odéon à Rio de Janeiro ; cette version connaîtra un immense succès populaire en Europe et aux Etats-Unis .

## Contexte
À l'époque où ce titre sort, la Bossa Nova et ses interprètes sont déconsidérés au Brésil ; on dit qu'elle est "désaccordée" (desafinado en Portugais) du fait de sa subtile composition qui joue sur les tensions harmoniques, les emprunts, les modulations, un thème très souvent à contre-temps chanté avec douceur et parce qu'elle est inclassable, ni Jazz, ni Samba,. On parle d'ailleurs de la Bossa nova comme d'une musique pour chanteurs qui ne savent pas chanter,.
Desafinado sera une réponse à ces critiques et deviendra, grâce à son immense succès, le manifeste de la Bossa Nova,.

## Production et développement

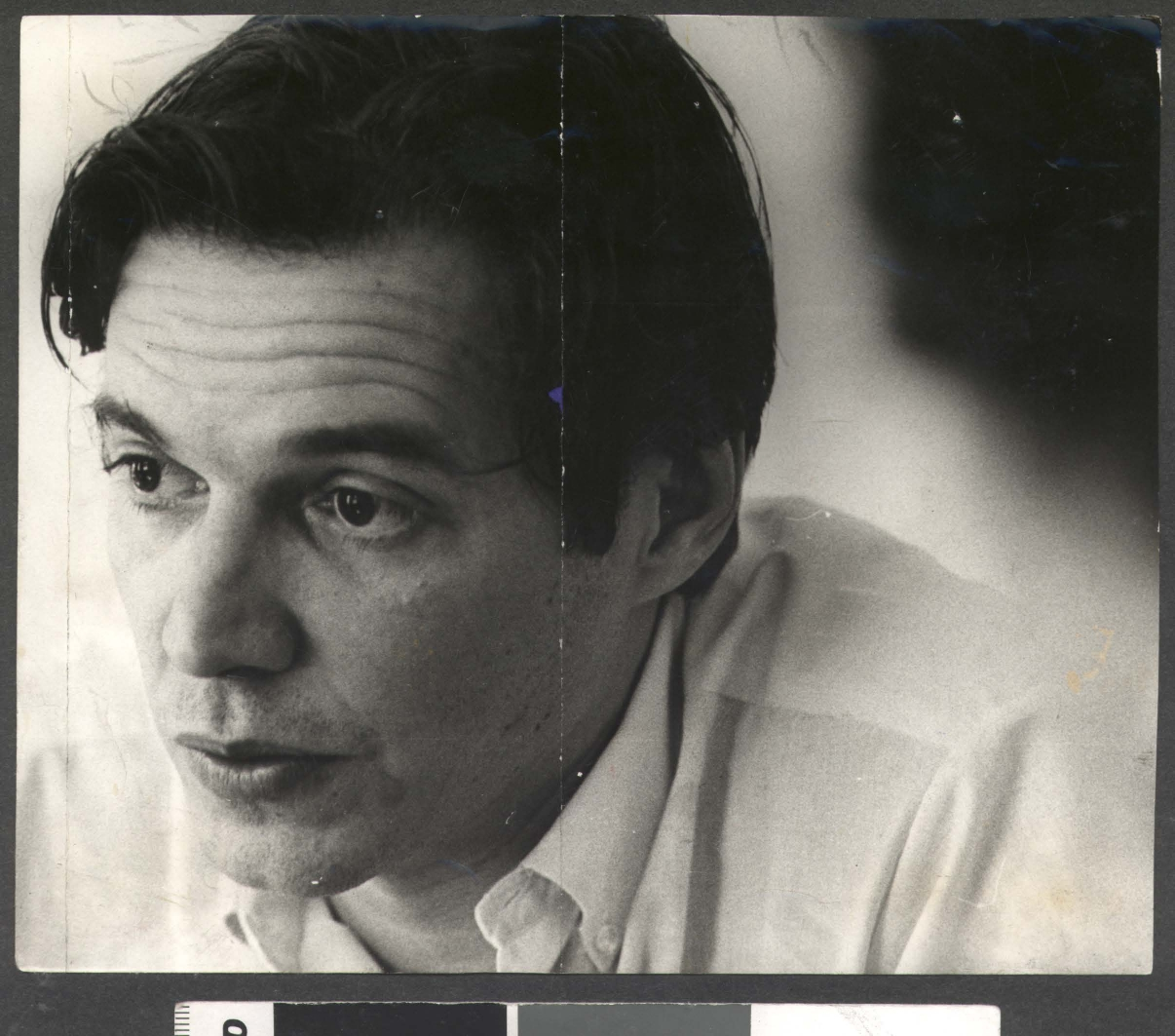
Photo d'Antônio Carlos en 1965.

La chanson est devenue un standard de la bossa nova et du jazz interprété par de nombreux artistes parmi lesquels, Dizzy Gillespie (qui en réalisera son premier enregistrement jazz en 1961 ), Charlie Byrd et Stan Getz en 1962, Herb Alpert également en 1962, le trio formé de João Gilberto, Stan Getz et Antônio Carlos Jobim en 1963, Julie London aussi en 1963, Xavier Cugat en 1964, Frank Sinatra en 1965, Ella Fitzgerald en 1981 et George Michael en duo avec Astrud Gilberto en 1996 et plus récemment Damien Rice et Lisa Hannigan.
Deux adaptations en langue anglaise existent. La première, intitulée Slightly out of tune, est signée de Jon Hendricks. La deuxième, intitulée Off Key, a été écrite par Gene Lees.
Elle est traduite en français par le parolier Eddy Marnay et porte alors le titre de Faits pour s’aimer. Elle est notamment enregistrée par Nicole Martin en 2012 et figure sur son album Cocktail Lounge.
Antônio Carlos Jobim évoque son Rolleiflex dans les paroles de sa chanson Desafinado : « Fotographei você na minha Rolleiflex ».
La version interprétée par Stan Getz et Charlie Byrd en 1962 reçoit le Grammy Hall of Fame Award en 2000.

## Structure musicale
C'est un morceau différent des standards de jazz typiques (32 mesures divisées en 4 sections de 8 mesures, AABA). La structure de Desafinado est très particulière ; elle accompagne un thème très long, contenant beaucoup de variations mélodiques, avec des d'emprunts à d'autres tonalités, et qui module à 3 reprises : A (16 mesures en F), A' (12 mesures en F), B (20 mesures modulant vers A et C), A'' (16 mesures en F).

## Autres interprètes
Par ordre alphabétique  : Laurindo Almeida, Prince Buster, Charlie Byrd, Rosemary Clooney, Perry Como, Chick Corea, Gal Costa, Vic Damone, Doris Day, Sacha Distel, Eliane Elias, Jon Faddis, Clare Fischer, Kenny G, Gilberto Gil, Dizzy Gillespie, Eydie Gormé, Stéphane Grappelli, Coleman Hawkins, Quincy Jones, Laura Kleinas, Nara Leão, Sérgio Mendes, Herbie Mann,George Michael Tete Montoliu, Paula Morelenbaum, Andrea Motis, Gary McFarland, Lisa Ono, Rosa Passos, Freda Payne, Nina Persson, John Pizzarelli, Franck Pourcel, Paquito d'Rivera, Wanda Sá, Lalo Schifrin, George Shearing, Wilson Simonal, Caterina Valente, et Klaus Wunderlich.